# Henri Saada
Pour les articles homonymes, voir Saada.
Eugène Henri Saada, né le 12 mai 1906 à Gabès et mort le 19 mars 1976 à Paris 13e, est un peintre franco-tunisien.

## Biographie
En 1932, il étudie à l'École des beaux-arts de Tunis. En 1934, il obtient une bourse de voyage d'étude et part en Italie, en Espagne et en France.
En 1938, il est nommé professeur à l'École des Beaux-Arts de Tunis. Il interrompt sa carrière durant la Seconde Guerre mondiale, puis reprend du service de 1945 à 1961.
Henri Saada expose dans tous les salons de peintures de Tunis. Il y participe aussi en tant que membre de jurys et comme commissaire général adjoint.
En 1961, Henri Saada s'installe à Paris. Il participe à de nombreux salons en France.
Il meurt le 19 mars 1976 à Paris. Le Salon des indépendants de 1980 et le Salon d'Automne de 1981 lui rendent hommage.